# Далберг, Эдуард
Эдуард Далберг (англ. Edward Dahlberg; 22 июля 1900, Бостон — 27 февраля 1977, Санта-Барбара, Калифорния) — американский писатель.

## Биография
С 12 лет воспитывался в еврейском сиротском приюте в Кливленде. Затем учился в Калифорнийском университете в Беркли и в Колумбийском университете, в конце 1920-х гг. жил в Париже.
Первую книгу выпустил в Лондоне в 1929 году с предисловием Дэвида Герберта Лоуренса. В 1933—1936 годах состоял в Коммунистической партии США. Преподавал в различных университетах и колледжах, в том числе в знаменитом Колледже Чёрной Горы.